# Chorebus bensoni
Chorebus bensoni är en stekelart som först beskrevs av Nixon 1943.  Chorebus bensoni ingår i släktet Chorebus och familjen bracksteklar. Inga underarter finns listade i Catalogue of Life.